# Qinglongopterus
Qinglongopterus es un género extinto de pterosaurio ranforrínquido ranforrinquino del Jurásico Medio/Jurásico Superior de Mutoudeng, condado de Qinglong, en la provincia de Hebei, China. Qinglongopterus es conocido a partir de un único espécimen recolectado en la Formación Tiaojishan, un esqueleto con cráneo. Fue nombrado originalmente por Lü Junchang et al. en 2012 y la especie tipo es Qinglongopterus guoi.